# LEN Euro Cup 2015-2016
Navigation
Édition précédente Édition suivante
La LEN Euro Cup 2015-2016 est la cinquième édition sous ce nom de la seconde coupe d’Europe des clubs de water-polo masculin ; la vingtième-quatrième en tenant compte des précédents Trophées LEN masculins. Y participent les clubs qui se sont qualifiés via leur championnat national et ceux qui n'ont pas pu se qualifier pour les qualifications ou le tour préliminaire de la Ligue des champions.
Elle est organisée par la Ligue européenne de natation (LEN) du 30 septembre 2015 au 30 avril 2016, date du match retour de la finale.

## Vue d'ensemble

### Participants
| Pays                                                           | Club                                        |                                             |
| Qualifiés pour le 1er tour de qualification                    | Qualifiés pour le 1er tour de qualification | Qualifiés pour le 1er tour de qualification |
| -------------------------------------------------------------- | ------------------------------------------- | ------------------------------------------- |
|                                                                | VK Jadran Split                             |                                             |
|                                                                | VK Mornar Split                             |                                             |
|                                                                | Team Strasbourg                             |                                             |
|                                                                | Olympic Nice Natation                       |                                             |
|                                                                | TC Ferencváros                              |                                             |
|                                                                | VE Szeged                                   |                                             |
|                                                                | AS Acquachiara                              |                                             |
|                                                                | CN Napoli                                   |                                             |
|                                                                | Sintez Kazan                                |                                             |
|                                                                | Kinef Kirichi                               |                                             |
|                                                                | SSV Esslingen                               |                                             |
|                                                                | Primorac Kotor                              |                                             |
|                                                                | GZC Donk                                    |                                             |
| Éliminés du 3e tour de qualification de la Ligue des champions |                                             |                                             |
|                                                                |                                             |                                             |
|                                                                |                                             |                                             |
|                                                                |                                             |                                             |
|                                                                |                                             |                                             |

### Calendrier
Le calendrier de la compétition est le suivant.
| Phase         | Tour                      | Match aller                    | Match retour                   |
| ------------- | ------------------------- | ------------------------------ | ------------------------------ |
| Qualification | 1er tour de qualification | 30 septembre au 4 octobre 2015 | 30 septembre au 4 octobre 2015 |
| Qualification | 2e tour de qualification  | 16 au 18 octobre 2015          | 16 au 18 octobre 2015          |
| Phase finale  | Quarts de finale          | 11 novembre 2015               | 16 décembre 2015               |
| Phase finale  | Demi-finales              | 3 février 2016                 | 10 février 2016                |
| Phase finale  | Finales                   | 16 avril 2016                  | 30 avril 2016                  |

## Tours de qualification

### 1ertour de qualification
Treize équipes prendront part au 1er tour de qualification. Ils seront placés dans deux groupes : un de six et un de sept équipes. Les matchs sont joués entre le 30 septembre et le 4 octobre 2015. Les quatre premières équipes de chaque groupe se qualifient pour le 2e tour de qualification.

#### Groupe A
Le tournoi s'est joué à Budapest (Hongrie).
| Rang | Équipe          | Pts | J | G | N | P | Bp | Bc | Diff |  | Résultats (▼ dom., ► ext.) |   |       |      |      |       |       |       |
| ---- | --------------- | --- | - | - | - | - | -- | -- | ---- |  | -------------------------- | - | ----- | ---- | ---- | ----- | ----- | ----- |
| 1    | TC Ferencváros  | 16  | 6 | 5 | 1 | 0 | 84 | 53 | +31  |  | TC Ferencváros             |   | 11-10 | 9-9  | 11-8 | 14-12 | 22-10 | 17-4  |
| 2    | VE Szeged       | 15  | 6 | 5 | 0 | 1 | 84 | 49 | +35  |  | VE Szeged                  | - |       | 10-5 | 14-9 | 13-10 | 23-11 | 14-3  |
| 3    | AS Acquachiara  | 13  | 6 | 4 | 1 | 1 | 65 | 44 | +21  |  | AS Acquachiara             | - | -     |      | 11-4 | 10-8  | 15-7  | 15-6  |
| 4    | VK Jadran Split | 9   | 6 | 3 | 0 | 3 | 58 | 60 | -2   |  | VK Jadran Split            | - | -     | -    |      | 13-9  | 15-9  | 9-6   |
| 5    | Team Strasbourg | 6   | 6 | 2 | 0 | 4 | 67 | 66 | +1   |  | Team Strasbourg            | - | -     | -    | -    |       | 14-6  | 14-10 |
| 6    | SSV Esslingen   | 3   | 6 | 1 | 0 | 5 | 56 | 98 | -42  |  | SSV Esslingen              | - | -     | -    | -    | -     |       | 13-9  |
| 7    | Primorac Kotor  | 0   | 6 | 0 | 0 | 6 | 38 | 82 | -44  |  | Primorac Kotor             | - | -     | -    | -    | -     | -     |       |

#### Groupe B
Le tournoi s'est joué à Split (Croatie).
| Rang | Équipe                | Pts | J | G | N | P | Bp | Bc | Diff |  | Résultats (▼ dom., ► ext.) |   |      |      |       |      |       |
| ---- | --------------------- | --- | - | - | - | - | -- | -- | ---- |  | -------------------------- | - | ---- | ---- | ----- | ---- | ----- |
| 1    | VK Mornar Split       | 12  | 5 | 4 | 0 | 1 | 68 | 49 | +19  |  | VK Mornar Split            |   | 11-9 | 15-8 | 1015- | 10-7 | 22-10 |
| 2    | Sintez Kazan          | 12  | 5 | 4 | 0 | 1 | 60 | 35 | +25  |  | Sintez Kazan               | - |      | 13-9 | 10-9  | 10-5 | 18-1  |
| 3    | CN Napoli             | 9   | 5 | 3 | 0 | 2 | 55 | 49 | +6   |  | CN Napoli                  | - | -    |      | 10-8  | 12-5 | 16-8  |
| 4    | Kinef Kirichi         | 9   | 5 | 3 | 0 | 2 | 62 | 47 | +15  |  | Kinef Kirichi              | - | -    | -    |       | 14-9 | 16-8  |
| 5    | Olympic Nice Natation | 3   | 5 | 1 | 0 | 4 | 38 | 52 | -14  |  | Olympic Nice Natation      | - | -    | -    | -     |      | 12-6  |
| 6    | GZC Donk              | 0   | 5 | 0 | 0 | 5 | 33 | 84 | -51  |  | GZC Donk                   | - | -    | -    | -     | -    |       |

### 2etourde qualification
Les huit équipes qualifiées sont placées dans deux groupes de quatre équipes. Les matchs seront joués du 16 au 18 octobre 2015. Les deux meilleures équipes de chaque groupe se qualifieront pour les quarts de finale où elles seront rejointes par les quatre équipes disqualifiées lors du 3e tour de qualification de la Ligue des champions.

#### Groupe C
Le tournoi se joue à Naples (Italie).
| Rang | Équipe         | Pts | J | G | N | P | Bp | Bc | Diff |  | Résultats (▼ dom., ► ext.) |   |     |     |      |
| ---- | -------------- | --- | - | - | - | - | -- | -- | ---- |  | -------------------------- | - | --- | --- | ---- |
| 1    | Kinef Kirichi  | 5   | 3 | 1 | 2 | 0 | 27 | 25 | +2   |  | Kinef Kirichi              |   | 9-9 | 8-8 | 10-8 |
| 2    | Sintez Kazan   | 4   | 3 | 1 | 1 | 1 | 29 | 23 | +6   |  | Sintez Kazan               | - |     | 8-6 | 12-8 |
| 3    | TC Ferencváros | 4   | 3 | 1 | 1 | 1 | 21 | 22 | -1   |  | TC Ferencváros             | - | -   |     | 7-6  |
| 4    | AS Acquachiara | 0   | 3 | 0 | 0 | 3 | 22 | 29 | -7   |  | AS Acquachiara             | - | -   | -   |      |

#### Groupe D
Le tournoi s'est joué à Split (Croatie).
| Rang | Équipe          | Pts | J | G | N | P | Bp | Bc | Diff |  | Résultats (▼ dom., ► ext.) |   |       |       |       |
| ---- | --------------- | --- | - | - | - | - | -- | -- | ---- |  | -------------------------- | - | ----- | ----- | ----- |
| 1    | VK Mornar Split | 7   | 3 | 2 | 1 | 0 | 30 | 28 | +2   |  | VK Mornar Split            |   | 12-11 | 7-7   | 11-10 |
| 2    | VE Szeged       | 6   | 3 | 2 | 0 | 1 | 43 | 33 | +10  |  | VE Szeged                  | - |       | 18-12 | 14-9  |
| 3    | CN Napoli       | 2   | 3 | 0 | 2 | 1 | 27 | 33 | -6   |  | CN Napoli                  | - | -     |       | 8-8   |
| 4    | VK Jadran Split | 1   | 3 | 0 | 1 | 2 | 27 | 33 | -6   |  | VK Jadran Split            | - | -     | -     |       |

## Phase finale
|  | Quarts de finale                | Quarts de finale                | Quarts de finale                | Quarts de finale                |                      |   | Demi-finales         | Demi-finales         | Demi-finales         | Demi-finales         |  |  | Finale              | Finale              | Finale              | Finale              |
|  |                                 |                                 |                                 |                                 |                      |   |                      |                      |                      |                      |  |  |                     |                     |                     |                     |
|  | 11 novembre et 16 décembre 2015 | 11 novembre et 16 décembre 2015 | 11 novembre et 16 décembre 2015 | 11 novembre et 16 décembre 2015 |                      |   | 3 et 10 février 2016 | 3 et 10 février 2016 | 3 et 10 février 2016 | 3 et 10 février 2016 |  |  | 16 et 30 avril 2016 | 16 et 30 avril 2016 | 16 et 30 avril 2016 | 16 et 30 avril 2016 |
|  | 11 novembre et 16 décembre 2015 | 11 novembre et 16 décembre 2015 | 11 novembre et 16 décembre 2015 | 11 novembre et 16 décembre 2015 |                      |   | 3 et 10 février 2016 | 3 et 10 février 2016 | 3 et 10 février 2016 | 3 et 10 février 2016 |  |  | 16 et 30 avril 2016 | 16 et 30 avril 2016 | 16 et 30 avril 2016 | 16 et 30 avril 2016 |
|  | Kinef Kirichi                   | Kinef Kirichi                   | -                               | -                               |                      |   | 3 et 10 février 2016 | 3 et 10 février 2016 | 3 et 10 février 2016 | 3 et 10 février 2016 |  |  | 16 et 30 avril 2016 | 16 et 30 avril 2016 | 16 et 30 avril 2016 | 16 et 30 avril 2016 |
|  | Kinef Kirichi                   | Kinef Kirichi                   | -                               | -                               |                      |   | 3 et 10 février 2016 | 3 et 10 février 2016 | 3 et 10 février 2016 | 3 et 10 février 2016 |  |  | 16 et 30 avril 2016 | 16 et 30 avril 2016 | 16 et 30 avril 2016 | 16 et 30 avril 2016 |
|  | AN Brescia                      | AN Brescia                      | -                               | -                               |                      |   | 3 et 10 février 2016 | 3 et 10 février 2016 | 3 et 10 février 2016 | 3 et 10 février 2016 |  |  | 16 et 30 avril 2016 | 16 et 30 avril 2016 | 16 et 30 avril 2016 | 16 et 30 avril 2016 |
|  | AN Brescia                      | AN Brescia                      | -                               | -                               |                      |   | -                    | -                    |                      |                      |  |  | 16 et 30 avril 2016 | 16 et 30 avril 2016 | 16 et 30 avril 2016 | 16 et 30 avril 2016 |
|  | 11 novembre et 16 décembre 2015 |                                 |                                 |                                 |                      |   | -                    | -                    |                      |                      |  |  | 16 et 30 avril 2016 | 16 et 30 avril 2016 | 16 et 30 avril 2016 | 16 et 30 avril 2016 |
|  |                                 |                                 |                                 |                                 | -                    | - |                      |                      |                      |                      |  |  | 16 et 30 avril 2016 | 16 et 30 avril 2016 | 16 et 30 avril 2016 | 16 et 30 avril 2016 |
|  | VK Mornar Split                 | VK Mornar Split                 | -                               | -                               | -                    | - |                      |                      |                      |                      |  |  | 16 et 30 avril 2016 | 16 et 30 avril 2016 | 16 et 30 avril 2016 | 16 et 30 avril 2016 |
|  | VK Mornar Split                 | VK Mornar Split                 | -                               | -                               | 3 et 10 février 2016 |   |                      |                      |                      |                      |  |  | 16 et 30 avril 2016 | 16 et 30 avril 2016 | 16 et 30 avril 2016 | 16 et 30 avril 2016 |
|  | CSM Oradea                      | CSM Oradea                      | -                               | -                               |                      |   |                      |                      |                      |                      |  |  | 16 et 30 avril 2016 | 16 et 30 avril 2016 | 16 et 30 avril 2016 | 16 et 30 avril 2016 |
|  | CSM Oradea                      | CSM Oradea                      | -                               | -                               |                      |   | -                    | -                    |                      |                      |  |  |                     |                     |                     |                     |
|  | 11 novembre et 16 décembre 2015 |                                 |                                 |                                 |                      |   | -                    | -                    |                      |                      |  |  |                     |                     |                     |                     |
|  |                                 |                                 |                                 |                                 | -                    | - |                      |                      |                      |                      |  |  |                     |                     |                     |                     |
|  | CN Marseille                    | CN Marseille                    | -                               | -                               | -                    | - |                      |                      |                      |                      |  |  |                     |                     |                     |                     |
|  | CN Marseille                    | CN Marseille                    | -                               | -                               |                      |   |                      |                      |                      |                      |  |  |                     |                     |                     |                     |
|  | Sintez Kazan                    | Sintez Kazan                    | -                               | -                               |                      |   |                      |                      |                      |                      |  |  |                     |                     |                     |                     |
|  | Sintez Kazan                    | Sintez Kazan                    | -                               | -                               |                      |   | -                    | -                    |                      |                      |  |  |                     |                     |                     |                     |
|  | 11 novembre et 16 décembre 2015 |                                 |                                 |                                 |                      |   | -                    | -                    |                      |                      |  |  |                     |                     |                     |                     |
|  |                                 |                                 |                                 |                                 | -                    | - |                      |                      |                      |                      |  |  |                     |                     |                     |                     |
|  | VE Szeged                       | VE Szeged                       | -                               | -                               | -                    | - |                      |                      |                      |                      |  |  |                     |                     |                     |                     |
|  | VE Szeged                       | VE Szeged                       | -                               | -                               |                      |   |                      |                      |                      |                      |  |  |                     |                     |                     |                     |
|  | Waspo 98 Hannover               | Waspo 98 Hannover               | -                               | -                               |                      |   |                      |                      |                      |                      |  |  |                     |                     |                     |                     |
|  | Waspo 98 Hannover               | Waspo 98 Hannover               | -                               | -                               |                      |   |                      |                      |                      |                      |  |  |                     |                     |                     |                     |
|  |                                 |                                 |                                 |                                 |                      |   |                      |                      |                      |                      |  |  |                     |                     |                     |                     |